# Julian Stone
Julian Stone (ur. 31 grudnia 1962 w Hockley) – angielski aktor i producent telewizyjny I filmowy.

## Filmografia

### Filmy kinowe
- 1992: Romeo & Julia jako Hal
- 1995: Liz: The Elizabeth Taylor Story (TV) jako Stanley Baker
- 1995: Zoja (TV) jako Freddy
- 2002: Rzymskie wakacje  (When in Rome) jako Derek Hammond
- 2003: W krzywym zwierciadle: Witaj, Święty Mikołaju 2 jako Melbourne Jack
- 2005: Czarny świt (Black Dawn) jako Michael Donovan
- 2013: Thor: Mroczny świat (Thor: The Dark World) – głos

### Seriale TV
- 1991: Columbo – odc. Śmierć gwiazdy rocka (Columbo and the Murder of a Rock Star) jako Neddy Malcolm
- 1993: Gdzie diabeł mówi dobranoc (Picket Fences) jako fotograf
- 1994: Słoneczny patrol (Baywatch) jako ojciec Sam Ryan
- 1994-95: Modelki (Models Inc.) jako Josh Lange
- 1995: California Dreams jako Zane Walker
- 1995: Nowe przygody Supermana (Lois & Clark: New Adventures of Superman) jako Patrick Sullivan
- 1996: Szaleję za tobą (Mad About You) jako dr Griffin
- 1996: Mroczne dziedzictwo (Poltergeist: The Legacy) jako John Doe / Samuel Hartford
- 1996: Renegat (Renegade) jako Gary Butler
- 1998: Szpital miejski (General Hospital) jako Jerry Jacks
- 2000: Diagnoza morderstwo (Diagnosis Murder) jako Rene Fontineau
- 2001: Ostry dyżur (ER) jako pan O'Groat
- 2001: Słoneczny patrol (Baywatch) jako Rob Darst
- 2010: Złota Rączka (Handy Manny) – głos